# Le Double Secret
Le Double Secret est un tableau réalise par René Magritte en 1927. Cette peinture à l'huile sur toile surréaliste représente un personnage dont la face semble s'être déchirée. Elle est conservée au musée national d'Art moderne, à Paris.